# Agência Europeia de Defesa

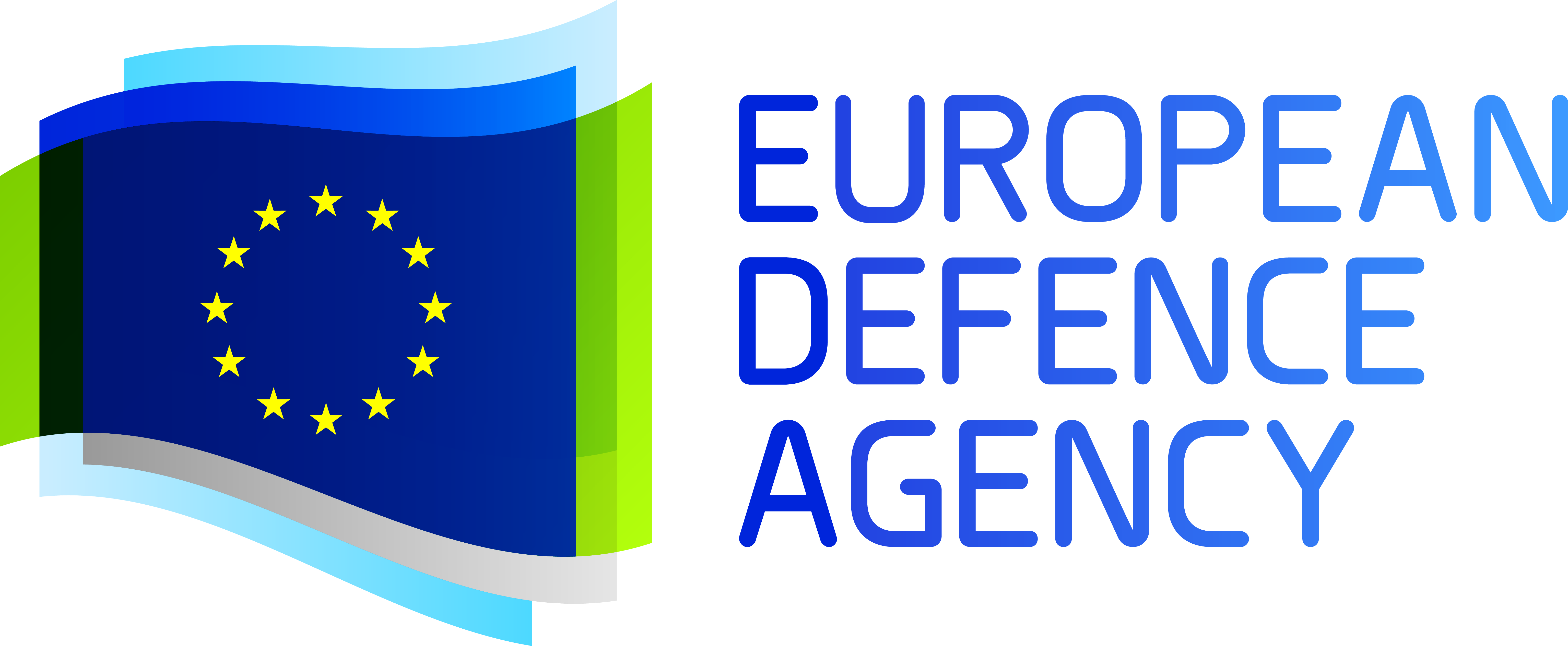
O logotipo oficial da Agência Europeia de Defesa.

A Agência Europeia de Defesa (sigla: AED) é um organismo da União Europeia que visa ajudar a promover a coerência em lugar da fragmentação na capacidade de defesa e segurança da Europa, inclusive no que diz respeito a armamentos e equipamento, investigação e operações. A sua sede localiza-se em Bruxelas, na Bélgica.